# Joram van Juda
Joram (Hebreeuws יוֹרָם, Jowram) was een koning van het koninkrijk Juda. Hij was opvolger van zijn vader Josafat. Deze Joram moet niet verward worden met koning Joram van het koninkrijk Israël die gelijktijdig regeerde.  In de Bijbel valt over zijn leven te lezen in 2 Koningen 8 en 2 Kronieken 21. Zijn regeerperiode wordt tegenwoordig gedateerd op 849 v.Chr. tot 842 v.Chr. of van 848 v.Chr. tot 841 v.Chr..
Joram vormde een alliantie met Israël door te trouwen met Atalja, dochter van de Israëlitische koning Achab. Ondanks deze alliantie met het sterkere noordrijk, was Jorams koningschap zwak. Volgens de vertellers van de Bijbelverhalen kwam dit omdat Joram brak met het godsdienstige regime van zijn voorouders en het rijk Juda openstelde voor de verering van de afgoden die in Israël vereerd werden. Onder Jorams bewind kwamen de Edomieten tegen Juda in opstand. Joram leed een nederlaag tegen de Edomieten en moest hun onafhankelijkheid erkennen.
Later werd Juda ook aangevallen door de Filistijnen en de Arabische stammen die in de buurt van de Nubiërs woonden. Al Jorams kinderen, behalve zijn jongste zoon Joachaz (de latere koning Achazja), werden gevangengenomen en afgevoerd.
Hierna werd Joram getroffen door een ongeneeslijke ingewandsziekte. Bijna twee jaar later stierf hij een "gruwelijke dood" nadat zijn ingewanden letterlijk naar buiten kwamen.
Joram werd begraven in de Davidsburcht in Jeruzalem, maar niet bijgezet in de koninklijke grafkamers. Om zijn dood werd door zijn volk niet getreurd. Hij werd opgevolgd door zijn zoon Achazja.